# 布 (卢瓦雷省)
布村（法語：Bou，法語發音：[bu]）是法国卢瓦雷省的一个市镇，位于该省西部，卢瓦尔河北岸，属于奥尔良区。

## 地理
布村（47°52'24"N, 2°2'51"E）面积6.29 平方千米，位于法国中央-卢瓦尔河谷大区卢瓦雷省，该省份为法国中北部省份，北起埃松省，西北接厄尔-卢瓦省，西南接卢瓦-谢尔省，南至涅夫勒省和谢尔省，东临约讷省，东北接塞纳-马恩省。
与布村接壤的市镇（或旧市镇、城区）包括：马尔迪耶、谢西、雅尔若、桑迪永。
布村的时区为UTC+01:00、UTC+02:00（夏令时）。

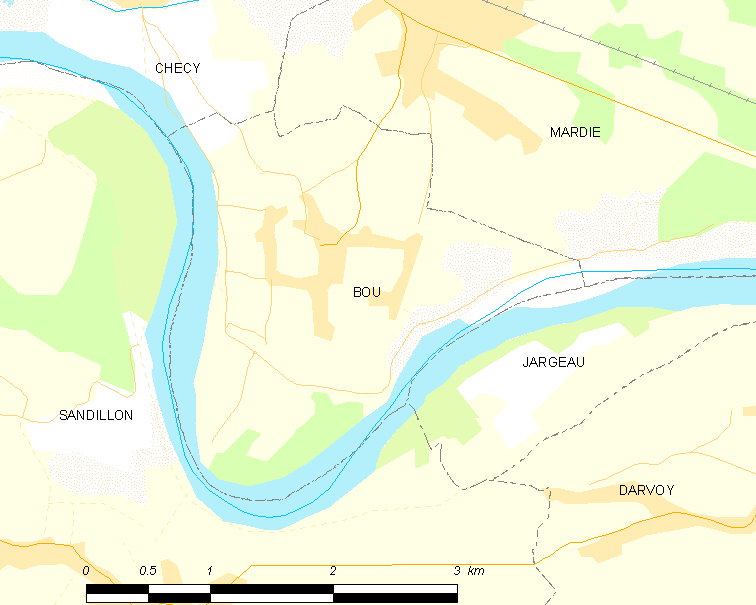
布村的OSM定位图

## 行政
布村的邮政编码为45430，INSEE市镇编码为45043。

## 政治
布村所属的省级选区为圣让德布赖县。

## 人口

1962-2008年间布村人口变化图示

布村于2022年1月1日时的人口数量为1019人。